# Vrachonisída Ágios Geórgios
Vrachonisída Ágios Geórgios är en ö i Grekland.   Den ligger i prefekturen Kykladerna och regionen Sydegeiska öarna, i den sydöstra delen av landet, 150 km öster om huvudstaden Aten. Arean är 0,12 kvadratkilometer.
Terrängen på Vrachonisída Ágios Geórgios är platt. Öns högsta punkt är 16 meter över havet. 